# Gunung Buntul Kemumu
Gunung Buntul Kemumu är ett berg i Indonesien.   Det ligger i provinsen Aceh, i den västra delen av landet, 1 600 km nordväst om huvudstaden Jakarta. Toppen på Gunung Buntul Kemumu är 1 430 meter över havet, eller 107 meter över den omgivande terrängen. Bredden vid basen är 0,67 km.
Terrängen runt Gunung Buntul Kemumu är kuperad åt sydväst, men åt nordost är den bergig. Runt Gunung Buntul Kemumu är det glesbefolkat, med 17 invånare per kvadratkilometer. I omgivningarna runt Gunung Buntul Kemumu växer i huvudsak städsegrön lövskog.